# مرغ درختزار کالدونیای جدید
مرغ درختزار کالدونیای جدید (نام علمی: Megalurulus mariei) نام یک گونه از سرده مرغ‌های درختزار است.